# Antonio Roma

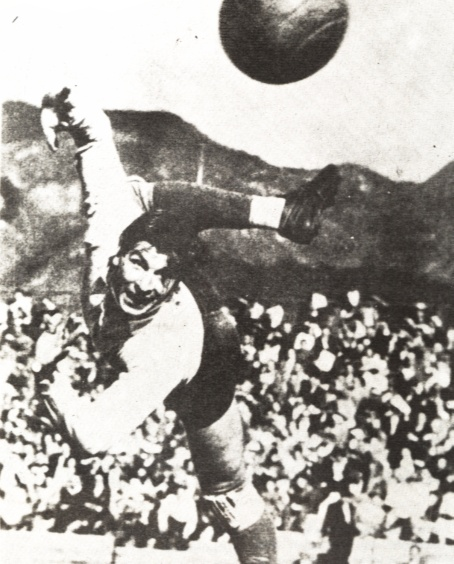
Antonio Roma atajando.

Antonio Roma (Villa Lugano, 13 de julio de 1932-Villa Lugano, 20 de febrero de 2013) fue un futbolista argentino que se desempeñaba en la posición de arquero.
Su primer club fue Fortín La Loma, de Villa Lugano. Comenzó su carrera en Ferro Carril Oeste, adonde arribó en 1949, y se mantuvo en Primera División un total de 5 años, en los que disputó 127 partidos. En 1959 pasó al Club Atlético Boca Juniors, institución en la que terminó su carrera, llegando a integrar las filas del conjunto «xeneize» durante un total 12 años.
Es considerado un ídolo de la parcialidad «xeneize» y uno de los mejores arqueros de la historia del fútbol argentino.
Con el Club Atlético Boca Juniors conquistó un total de 6 títulos, siendo protagonista absoluto de una de las anécdotas más recordadas en la historia del club, el penal atajado al brasileño Delém que le permitió a su equipo conquistar el título de Primera División de 1962, frente al máximo rival, el Club Atlético River Plate, en lo que fue una auténtica final, ya que ambos conjuntos llegaban igualados en cantidad de puntos y les tocaba enfrentarse entre sí.
Fue internacional con la selección Argentina en dos mundiales consecutivos en calidad de titular (En 1962 y 1966 respectivamente), además de ganar una Copa América en la edición de 1957.

## Trayectoria

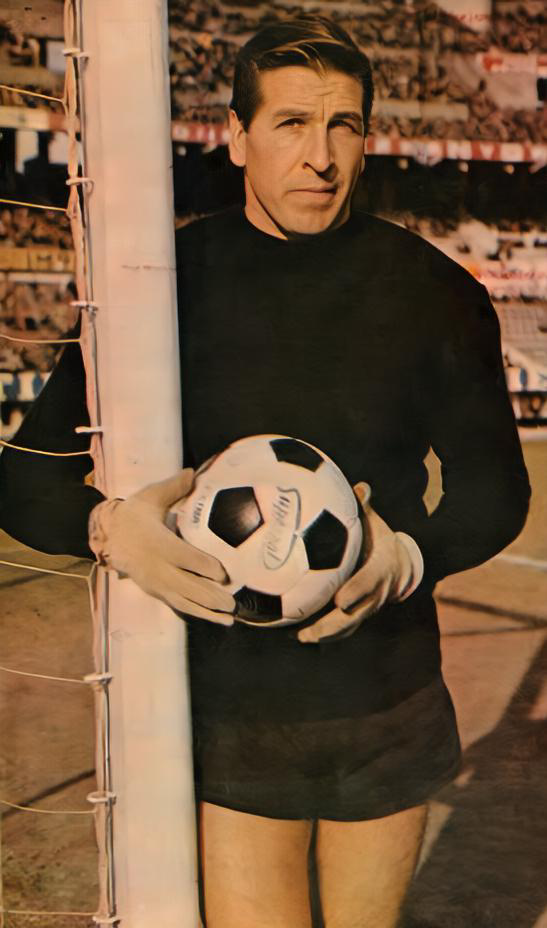
Antonio Roma entre 1964 y 1966.

Apodado Tarzán por la manera de lanzarse para tomar el balón, empezó su carrera profesional en Ferro Carril Oeste en 1955, donde debutó el 31 de julio de 1955 y jugó hasta 1959. En sus 127 presencias como titular en Ferro, recibió un total de 176 goles. En esta fecha fue transferido junto con su compañero de equipo Silvio Marzolini, al equipo Boca Juniors, donde debutó en la victoria del 3 de abril de 1960 contra Estudiantes de La Plata.
Roma estuvo en Boca hasta su retiro en el año 1972, convirtiéndose en uno de los más grandes ídolos del club, con un total de 323 partidos. Con el club ganó la Liga Argentina de 1962, 1964, 1965 y el Campeonato Nacional de 1969 y 1970. También la Copa Argentina de 1969. En dicho año tuvo su mejor marca sin goles: 783 minutos.
Probablemente el penal salvado más recordado por Antonio Roma fue el ejecutado por el jugador brasileño de River Delém, en el que Tarzán mandó la pelota al corner. El partido se disputaba en la penúltima fecha del campeonato, Boca y su eterno rival River Plate compartían la primera posición en el torneo local. Era el 9 de diciembre de 1962. Boca ganaba 1-0 cuando el referí Nai Foino concedió el penal a River. Después de la atajada, el público invadió a continuación el campo de juego por 11 minutos. River no pudo revertir el resultado y Boca ganó el encuentro y se consagró campeón del torneo a la fecha siguiente. 
En 1971 intervino en el filme Paula contra la mitad más uno.
En diciembre de 2012, con motivo de cumplirse 50 años de aquel famoso penal, el suplemento deportivo Cancha Llena del Diario La Nación entrevistó a Roma, quién recordó en La Bombonera la dramática definición de aquel partido. Fue su última aparición pública.

## Selección nacional
Entre 1956 y 1967 representó a la Selección de fútbol de Argentina en 42 ocasiones. Participó en la Copa Mundial de Fútbol de 1962 y 1966.

### Participaciones en Copas del Mundo
| Mundial                        | Sede       | Resultado        |
| ------------------------------ | ---------- | ---------------- |
| Copa Mundial de Fútbol de 1962 | Chile      | Primera fase     |
| Copa Mundial de Fútbol de 1966 | Inglaterra | Cuartos de final |

### Participaciones en Copas América
| Copa              | Sede    | Resultado  |
| ----------------- | ------- | ---------- |
| Copa América 1957 | Perú    | Campeón    |
| Copa América 1967 | Uruguay | Subcampeón |

## Estadísticas
Datos actualizados al fin de la carrera deportiva.
| Ferro Carril Oeste Argentina |               |               |     |   |   |    |    |     |     |   |
| 1.ª | 1955          | 20            | 0   | - | - | -  | -  | 20  | 0   |   |
| 1.ª | 1956          | 26            | 0   | - | - | -  | -  | 26  | 0   |   |
| 1.ª | 1957          | 19            | 0   | - | - | -  | -  | 19  | 0   |   |
| 1.ª | 1958          | 32            | 0   | - | - | -  | -  | 32  | 0   |   |
| 1.ª | 1959          | 30            | 0   | - | - | -  | -  | 30  | 0   |   |
| 1.ª | Total club    | 127           | 0   | 0 | 0 | 0  | 0  | 127 | 0   |   |
| Boca Juniors Argentina |               |               |     |   |   |    |    |     |     |   |
| 1.ª | 1960          | 29            | 0   | - | - | -  | -  | 29  | 0   |   |
| 1.ª | 1961          | 28            | 0   | - | - | -  | -  | 28  | 0   |   |
| 1.ª | 1962          | 18            | 0   | - | - | -  | -  | 18  | 0   |   |
| 1.ª | 1963          | 17            | 0   | - | - | 3  | 0  | 20  | 0   |   |
| 1.ª | 1964          | 30            | 0   | - | - | -  | -  | 30  | 0   |   |
| 1.ª | 1965          | 26            | 0   | - | - | 7  | 0  | 33  | 0   |   |
| 1.ª | 1966          | 29            | 0   | - | - | 2  | 0  | 31  | 0   |   |
| 1.ª | M-1967        | 19            | 0   | - | - | -  | -  | 19  | 0   |   |
| 1.ª | N-1967        | 13            | 0   | - | - | -  | -  | 13  | 0   |   |
| 1.ª | N-1968        | 15            | 0   | - | - | -  | -  | 15  | 0   |   |
| 1.ª | M-1969        | 23            | 0   | 8 | 0 | -  | -  | 31  | 0   |   |
| 1.ª | N-1969        | 3             | 0   | - | - | -  | -  | 3   | 0   |   |
| 1.ª | M-1970        | 20            | 0   | - | - | 9  | 0  | 29  | 0   |   |
| 1.ª | N-1970        | 21            | 0   | - | - | -  | -  | 19  | 0   |   |
| 1.ª | M-1971        | 8             | 0   | - | - | -  | -  | 8   | 0   |   |
| 1.ª | M-1972        | 3             | 0   | - | - | -  | -  | 3   | 0   |   |
| 1.ª | Total club    | 302           | 0   | 8 | 0 | 21 | 0  | 331 | 0   |   |
| Total carrera | Total carrera | Total carrera | 429 | 0 | 8 | 0  | 21 | 0   | 458 | 0 |
| (1) Incluye datos de la Copa Argentina (1969). (2) Incluye datos de la Copa Libertadores (1963, 1965, 1966, 1970). (3) No incluye goles en partidos amistosos. |               |               |     |   |   |    |    |     |     |   |

## Palmarés

### Campeonatos nacionales
| Título           | Club         | País      | Año    |
| ---------------- | ------------ | --------- | ------ |
| Primera División | Boca Juniors | Argentina | 1962   |
| Primera División | Boca Juniors | Argentina | 1964   |
| Primera División | Boca Juniors | Argentina | 1965   |
| Primera División | Boca Juniors | Argentina | N-1969 |
| Copa Argentina   | Boca Juniors | Argentina | 1969   |
| Primera División | Boca Juniors | Argentina | N-1970 |

### Campeonatos internacionales
| Título       | Selección           | Sede | Año  |
| ------------ | ------------------- | ---- | ---- |
| Copa América | Selección Argentina | Perú | 1957 |